# Seán T. O'Kelly
Seán Thomas O'Kelly, Seán Tomás Ó Ceallaigh på iriska, född 25 augusti 1882 i Dublin, död 23 november 1966 i Dublin, var Irlands president juni 1945 till juni 1959.

## Biografi
O'Ceallaigh var medlem Dublins kommunalrepresentation 1906-24 och tillsammans med Arthur Griffith en av grundarna av Sinn Féin, var republikansk ledamot av Dáil Éireann från 1918, dess talman 1919-21, irländsk delegat i Paris och Rom 1919-23, i USA 1924-26. Han var 1926 en av grundarna av Fianna Fáil och var Irländska fristatens vicepresident samt inrikes- och hälsovårdsminister 1932-39.